# Laniarius funebris
El bubú fúnebre (Laniarius funebris) es una especie de ave paseriforme de la familia Malaconotidae que vive en África.

## Distribución y hábitat
Puede ser encontrada en los siguientes países: Etiopía, Kenia, Ruanda, Somalia, Sudán, Tanzania y Uganda.
Sus hábitats naturales son las sabanas y las zonas de matorral tropical.